# プルネヴェ＝ロクリスト
プルネヴェ＝ロクリスト （Plounévez-Lochrist、ブルトン語:Gwinevez）は、フランス、ブルターニュ地域圏、フィニステール県のコミューン。

## 由来
プルネヴェ＝ロクリストは、ブルトン語のploe（教区）、nevez（新しい）、Lok-Krist（キリストに捧げる土地）からなっている。Plounévez （Ploe neguez）の名が最初に認識されたのは1330年、トゥール大司教の税の役割においてである。プルネヴェ教区はレオン司教座の下にあるレオン助祭管轄区に属し、聖ピエールが守護聖人となっていた。
聖フラガンはレスゲン城（Lesguen）の創設者であった（cours de Guen、GuenまたはGwenとはブルトン語で『白』を意味する。聖Gwennは聖フラガンの妻であった）。レスヴァンと呼ばれたこの地は、現在のコミューン、プルギンにあった。
1896年、サン＝メン修道会の修道女たちがプルネヴェ＝ロクリストの病人たちの世話をしていたことを示す文書がある。
1944年7月29日、プルネヴェ＝ロクリストのポン＝クリストにある化学工場が連合国軍爆撃機に機銃掃射された。屋根と設備が損傷した。

## ブルトン語
2011年、コミューン議会はブルトン語の日常使用を促進するYa d'ar brezhoneg憲章の批准を可決した。

## 人口統計
| 1962年 | 1968年 | 1975年 | 1982年 | 1990年 | 1999年 | 2006年 | 2010年 |
| ------ | ------ | ------ | ------ | ------ | ------ | ------ | ------ |
| 3291   | 3056   | 2744   | 2580   | 2356   | 2278   | 2367   | 2404   |

プルネヴェ＝ロクリストの人口増減グラフ

参照元:1999年までEHESS、2000年以降INSEE